# Metanogen
Els metanògens són microorganismes que produeixen metà com a subproducte metabòlic en ambients anòxics. Són organismes procariotes i es classifiquen dins dels archaea, fílum independent als bacteris. Són comuns en els aiguamolls i en l'interior del sistema digestiu dels animals, com els remugants o els humans. En els sediments marins, la producció biològica de metà, també anomenada metanogènesi, es limita generalment als llocs amb absència de sulfats, per sota de les capes superiors. A més, les poblacions d’arquees metanogèniques tenen un paper indispensable en els tractaments d’aigües residuals. Hi ha també metanògens extremofíls, que es troben en entorns com aigues termals i sortides hidrotermals submarines, així com a quilòmetres per sota de la superfície de l'escorça terrestre.

## Descripció
Els metanogens són normalment cocoides (esfèrics) o bacils (bastons). Se n'han descrit unes 50 espècies però no formen un grup monofilètic. Són anaeròbis.

## Soques de metanogens
- Methanobacterium bryantii
- Methanobacterium formicum
- Methanobrevibacter arboriphilicus
- Methanobrevibacter gottschalkii
- Methanobrevibacter ruminantium
- Methanobrevibacter smithii
- Methanocalculus chunghsingensis
- Methanococcoides burtonii
- Methanococcus aeolicus
- Methanococcus deltae
- Methanococcus jannaschii
- Methanococcus maripaludis
- Methanococcus vannielii
- Methanocorpusculum labreanum
- Methanoculleus bourgensis (Methanogenium olentangyi & Methanogenium bourgense)
- Methanoculleus marisnigri
- Methanofollis liminatans
- Methanogenium cariaci
- Methanogenium frigidum
- Methanogenium organophilum
- Methanogenium wolfei
- Methanomicrobium mobile
- Methanopyrus kandleri
- Methanoregula boonei
- Methanosaeta concilii
- Methanosaeta thermophila
- Methanosarcina acetivorans
- Methanosarcina barkeri
- Methanosarcina mazei
- Methanosphaera stadtmanae
- Methanospirillium hungatei
- Methanothermobacter defluvii (Methanobacterium defluvii)
- Methanothermobacter thermautotrophicus (Methanobacterium thermoautotrophicum)
- Methanothermobacter thermoflexus (Methanobacterium thermoflexum)
- Methanothermobacter wolfei (Methanobacterium wolfei)
- Methanothrix sochngenii